# Amöneburger Becken
Amöneburger Becken este o arie protejată (arie de protecție specială avifaunistică — SPA) din Germania întinsă pe o suprafață de 1.325,08 ha, integral pe uscat.

## Localizare
Centrul sitului Amöneburger Becken este situat la coordonatele 50°49′08″N 8°53′20″E / 50.8189°N 8.8889°E.

## Înființare
Situl Amöneburger Becken a fost declarat arie de protecție specială avifaunistică în noiembrie 2004 pentru a proteja 67 de specii de animale.

## Biodiversitate
Situată în ecoregiunea continentală, aria protejată nu include niciun habitat protejat.
La baza desemnării sitului se află mai multe specii protejate de  păsări (67): fluierar de munte (Actitis hypoleucos), rață sulițar (Anas acuta), rață lingurar (Anas clypeata), rață mică (Anas crecca crecca), rață fluierătoare (Anas penelope), rață cârâitoare (Anas querquedula), Anas strepera strepera, Anser albifrons albifrons, gâscă cenușie (Anser anser), gâscă de semănătură (Anser fabalis), fâsă de luncă (Anthus pratensis), Ardea cinerea cinerea, rață-cu-cap-castaniu (Aythya ferina), rața moțată (Aythya fuligula), buhai de baltă (Botaurus stellaris stellaris), Branta leucopsis, Bucephala clangula, fugaci de țărm (Calidris alpina), fugaci roșcat (Calidris ferruginea), fugaci mic (Calidris minuta), fugaci pitic (Calidris temminckii), Charadrius dubius curonicus, prundaș gulerat mare (Charadrius hiaticula), chirighiță neagră (Chlidonias niger), barză albă (Ciconia ciconia ciconia), erete de stuf (Circus aeruginosus), erete vânăt (Circus cyaneus), erete cenușiu (Circus pygargus), porumbel de scorbură (Columba oenas), Corvus monedula, prepeliță (Coturnix coturnix), egretă albă (Egretta alba), șoim de iarnă (Falco columbarius), becațină comună (Gallinago gallinago), Grus grus grus, sfrâncioc roșiatic (Lanius collurio), sfrâncioc mare (Lanius excubitor excubitor), pescăruș râzător (Larus ridibundus), Limosa limosa limosa, Luscinia svecica cyanecula, becațină mică (Lymnocryptes minimus), ferestraș mic (Mergus albellus), Mergus merganser merganser, gaia neagră (Milvus migrans), gaia roșie (Milvus milvus), rață cu ciuf (Netta rufina), Numenius arquata arquata, pietrar sur (Oenanthe oenanthe), vultur pescar (Pandion haliaetus), cormoran mare (Phalacrocorax carbo carbo), bătăuș (Philomachus pugnax), ploier auriu (Pluvialis apricaria), Podiceps cristatus cristatus, Podiceps grisegena grisegena, Podiceps nigricollis nigricollis, Rallus aquaticus aquaticus, pițigoi-pungar (Remiz pendulinus), lăstun de mal (Riparia riparia), mărăcinar (Saxicola rubetra), chiră de baltă (Sterna hirundo), Tachybaptus ruficollis ruficollis, fluierar negru (Tringa erythropus), fluierar de mlaștină (Tringa glareola), fluierar cu picioare verzi (Tringa nebularia), fluierarul de zăvoi (Tringa ochropus), fluierarul cu picioare roșii (Tringa totanus), nagâț (Vanellus vanellus).